# Zoönose
Een zoönose is elke ziekte of infectie die van nature overdraagbaar is van gewervelde dieren op mensen. Dieren spelen dus een essentiële rol bij het in stand houden van zoönotische infecties in de natuur. Zoönosen kunnen bacterieel, viraal of parasitair zijn of onconventionele agentia omvatten. Zoönosen zijn vaak diersoortspecifiek en hebben meestal consequenties voor de volksgezondheid.
Het woord zoönose is afgeleid van de Griekse woorden zoön (dier) en nosos (ziekte). Veel fulminant (levensbedreigend) verlopende infectieziekten zijn zoönosen, daar deze bacteriën, protozoa, virussen of wormen vaak zijn aangepast om in hun specifieke gastheer te overleven zonder al te veel schade aan te richten, maar deze bij andere gastheren een heftige immuunreactie oproepen. Het verschijnsel waarbij menselijke aandoeningen worden overgedragen op dieren, wordt antroponose genoemd.

## Indeling van zoönosen

### Reservoir en eindgastheer
Men kan zoönosen naar hun reservoir indelen in verschillende groepen:
- Anthropozoönosen zijn infecties, die uitsluitend van de mens (anthro) op het dier (zoö) worden overgedragen. Een voorbeeld van een dergelijke infectie is de tuberculose (TBC).
- Zoöanthroponosen worden van het dier op de mens overgedragen.
- Amphixenosen komen zowel bij de mens als het dier voor en worden in beide richtingen overgedragen. Een voorbeeld is de runderlintworm (Taenia saginata).

### Levenscyclus
Een indeling op basis van de levenscyclus is eveneens mogelijk. Men maakt onderscheid tussen een directe (ortho) zoönose. De ziekte wordt hierbij door het directe contact met een mechanische vector van het dier op de mens overgedragen. Een voorbeeld voor een dergelijke infectie is een mijt (Sarcoptes scabiei). Bij een cyclozoönose moet de ziekteverwekker tussen verschillende gastheren wisselen. Zowel de tussengastheer als ook de eindgastheer zijn vertebraten. Deze vorm van een zoönose wordt uitsluitend bij parasitaire infecties gezien, die een heterogene cyclus hebben. Bij een metazoönose zal de infectie eveneens tussen verschillende gastheren wisselen, maar in tegenstelling tot de cyclozoönose is de tussengastheer hier een invertebraat, zoals een mug. Bij saprozoönosen heeft de ziekteverwekker een niet dierlijk reservoir. Voorbeelden voor een dergelijk reservoir kunnen planten, grond of water zijn. Voorbeelden die in deze klasse vallen zijn giardia en toxoplasmose. Latente zoönosen zijn ziekten die bij de tussengastheer geen symptomen veroorzaken. Deze kunnen dan bijvoorbeeld via rauw vlees worden overgedragen.

### Ziekteverwekker
Zoönosen kunnen verder worden onderverdeeld naar het soort ziekteverwekker. Als mogelijke ziekteverwekkers komen prionen, virussen, bacteriën, protozoa, wormen, schimmels of arthropoda (geleedpotigen) in aanmerking.

## Reservoir en vector
Het reservoir voor zoönotische ziekteverwekkers zijn gewervelde dieren. In principe komt ieder dier in aanmerking om een zoönotische infectie over te dragen, ook al vertoont het geen ziektesymptomen. Ook zuivelproducten kunnen door deze ziekteverwekkers zijn gecontamineerd. In westerse landen zijn dit vaak huisdieren of nutsdieren.
Een bijzondere rol als vector hebben insecten. Zij kunnen zich over een grote afstand verplaatsen zonder dat een gewerveld dier in de buurt is en zo de infecties van het dier op de mens overdragen.

## Belangrijkste zoönosen

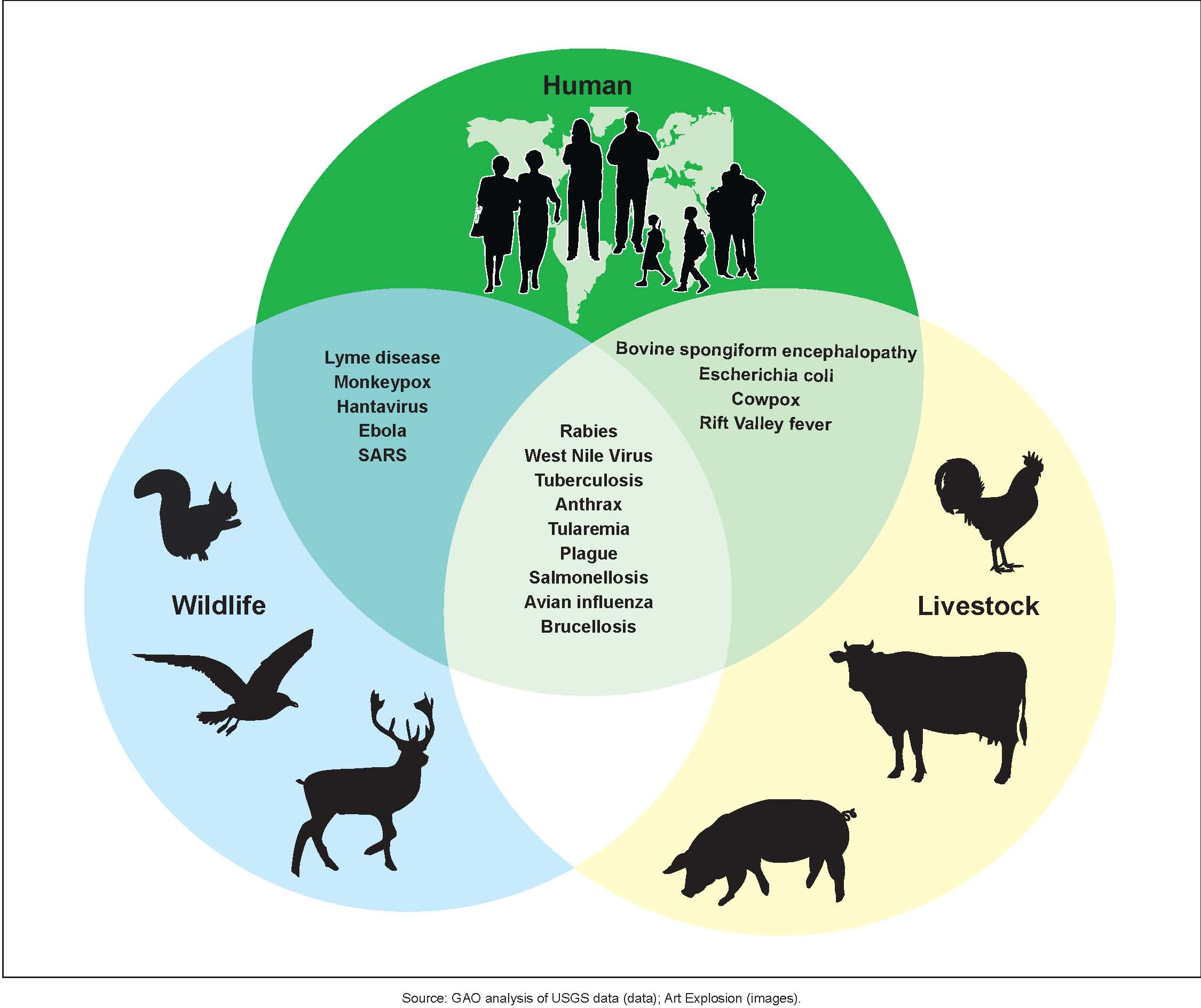
Voorbeelden van zoönotische ziekten en hun getroffen populaties

Een (niet volledige) lijst van bekende zoönosen:

### Ziekten geïnduceerd door prionen
| Ziekte | Verwekker | Reservoir | Vector                                                              | Ziekte bij mens           |
| ------ | --------- | --------- | ------------------------------------------------------------------- | ------------------------- |
| BSE    | prionen   | koe       | consumptie specifiek risicomateriaal zoals hersenen en zenuwweefsel | variant Creutzfeldt-Jakob |

BSE of boviene spongiforme encefalopathie is een ziekte die behoort tot de groep van de TSE of transmissible spongiforme encefalopathie. Tot deze groep behoort o.a. ook scrapie bij schapen.

### Virale ziekten
| Ziekte       | Verwekker  | Reservoir         | Vector                             | Ziekte bij mens                 | Verspreiding |
| ------------ | ---------- | ----------------- | ---------------------------------- | ------------------------------- | ------------ |
| Ebolavirus   | Filovirus  | Vleermuis         | direct contact                     | Ebola                           | Afrika       |
| Lassakoorts  | Arenavirus | wilde knaagdieren | contact met excreties en secreties | Lassakoorts                     | Afrika       |
| Marburgvirus | Filovirus  | Vleermuis         | contact met geïnfecteerde weefsels | Afrikaanse hemorragische koorts | Afrika       |
| Rabiës       | Lyssavirus | zoogdieren        | contact met secreties              | Rabiës                          | wereldwijd   |

- Riftdalkoorts
- Vesiculaire stomatitus
- Ziekte van Newcastle
- Influenza
- SARS-CoV-2 (vermoedelijk)

### Bacteriële ziekten
| Ziekte     | Verwekker                                    | Reservoir                                              | Vector                        | Ziekte bij mens                             | Verspreiding                                                              |
| ---------- | -------------------------------------------- | ------------------------------------------------------ | ----------------------------- | ------------------------------------------- | ------------------------------------------------------------------------- |
| Brucellose | Brucella species                             | Rund, schaap, geit, varken, hond                       | contact                       | Maltakoorts                                 | wereldwijd                                                                |
| Miltvuur   | Bacillus anthracis (bacterium)               | Herbivoren, grond                                      | contact                       | Miltvuur                                    | wereldwijd                                                                |
| Pest       | Yersinia pestis                              | rat, vector vlo                                        | beet                          | Pest                                        | Afrika, India, Indochina en Centraal-Azië (incidentele, lokale uitbraken) |
| Q-koorts   | Coxiella burnetii                            | koeien, schapen, geiten, teken, honden, katten, vogels | contact of consumptie         | Q-koorts                                    | Nederland, Australië                                                      |
| MRSA       | Methicillin-resistante Staphylococcus aureus | varkens, kippen, melk-koeien, huisdieren               | contact, airborne, consumptie | MRSA infectie, longontsteking, huidinfectie | wereldwijd                                                                |

- Ziekte van Weil
- Campylobacter besmetting
- Listeriosis
- Ornithosis
- Salmonella besmetting
- Tyfus en andere door de Rickettsiae-bacterie veroorzaakte ziekten
- Glanders

### Protozoaire ziekten
- Giardiasis
- Toxoplasmose

### Helminthosen (wormen)
- Trichinosis
- Cutaneous larva migrans

### Mycosen (schimmels)
- ringworm

### Arthropoda
- mijten

## Voorkomen
De incidentie en prevalentie van de meeste zoönosen is moeilijk in te schatten. Enerzijds worden veel zoönosen niet gediagnosticeerd, anderzijds bestaat voor de meeste zoönosen geen meldplicht.
Algemeen kan gesteld worden, dat hoe frequenter en hoe intenser het contact met dieren is, hoe groter de kans om zich met een zoönose te infecteren.
Eetgewoontes kunnen een grote invloed hebben op het voorkomen van zoönosen. Zo is de prevalentie van Toxoplasmose in Groot-Brittannië kleiner dan in Frankrijk, omdat men in Groot-Brittannië minder rauw of kort aangebraden vlees eet dan in Frankrijk.
Cysticercose, een ziekte bij de mens met de varkensbandworm, komt in joodse en islamitische bevolkingsgroepen minder voor, omdat zij geen varkensvlees eten. Door slechte hygiëne, bijvoorbeeld bij de bereiding van voedsel door een besmet persoon, kan de ziekte toch uitbreken.

## Gevaren
Een bijzondere gevaar gaat uit van de stijgende populariteit van exotische dieren. Ziekten bij deze dieren en dus ook zoönoses zijn meestal niet onderzocht. Onbekende of zelden voorkomende kiemen kunnen een diagnose moeilijk en een vroegtijdige en doeltreffende therapie onmogelijk maken. Deze dieren kunnen ook als vector voor speciesonspecifieke ziekten fungeren.
In de loop van 2005 werd zo bijvoorbeeld in Duitsland een reeks doodsgevallen bij de mens gezien. Een patiënt werd in India met rabiës geïnfecteerd. De symptomen van de ziekte werden toen aan drugsconsumptie toegeschreven en zo werd na de dood van de patiënt en hele reeks organen getransplanteerd, met infectie van de ontvangers tot gevolg.
Salmonellose wordt vooral over eetwaren (eieren, melkproducten, kippenvlees) overgedragen. Salmonellose is de het vaakst aangegeven zoönose. Hoge temperaturen verhogen het gevaar dat Salmonella zich in etenswaren kan vermenigvuldigen.
Immuno-incompetente mensen, zoals aidspatiënten, of mensen die een zware chemotherapie krijgen, immunosuppressieve oude mensen en jonge kinderen, zijn bovendien aan het gevaar blootgesteld zich met kiemen te infecteren, die normaal bij een mens symptoomloos blijven.
Een speciaal gevaar bestaat voor zwangere vrouwen. Sommige zoönosen kunnen een beschadiging van de embryo of een abortus veroorzaken.
Bepaalde beroepsgroepen, zoals dierenartsen en boeren, hebben door hun intensieve contacten met dieren een hoger infectierisico. September 2005 werd bekend dat een drietal familieleden van varkenshouders door een van varkens afkomstig MRSA bacterie waren besmet.